# Fiat AS.1
Le Fiat AS.1 est un avion monoplan monomoteur produit par le constructeur aéronautique italien Fiat Aviazione à partir de 1928.

## Histoire

### Le contexte historique
La conception du Fiat-Ansaldo AS.1 est directement liée au désir d'Italo Balbo, alors ministre italien de l'aviation de Mussolini, de promouvoir la culture aéronautique de masse en développant l'aéronautique de tourisme. Dans ce contexte, en janvier 1928, le ministère de l'Air publia un cahier des charges pour la construction d'un avion léger destiné à être utilisé pour l'entraînement de base dans les écoles de pilotage, comme l'Union nationale aéronautique royale (RUNA), comme avion de liaison militaire et de tourisme. 
Presque tous les constructeurs d'avions italiens ont répondu à cet appel d'offres et ont présenté un prototype pour les essais comparatifs en février 1929. Dix projets ont été retenus, ceux développés par Ansaldo et Fiat Aviazione, Breda Avio, CAB, Caproni, CANT, IMAM, Aermacchi, Piaggio Aero et Piero Magni aviazione.

### Le projet AS.1
Le projet de l'AS.1 pris forme au sein de la division aéronautique de la société Ansaldo de Gènes sous le nom Ansaldo Sport 1, d'où le sigle AS.1. Mais en raison du rachat de cette division par le groupe Fiat en 1928, l'avion sera fabriqué et commercialisé sous la marque Fiat. C'est aussi pour cela que parfois, dans la littérature, on le retrouve sous le nom Fiat-Ansaldo A.S.1.
Ce petit avion de tourisme, simple et fonctionnel puisque destiné à être piloté par des civils non professionnels, a obtenu de brillants résultats dans plusieurs compétitions sportives internationales. Il se distingua dans plusieurs raids aériens de longue distance et décrocha de nombreux records mondiaux dans sa catégorie. Grâce à ses caractéristiques particulières, cet avion sera également utilisé par les militaires de plusieurs armées et notamment pendant la guerre d'Espagne.

## La technique de l'AS.1
Le premier exemplaire prototype disposait d'une structure mixte en bois et métal et était équipé d'un moteur tchèque Walter de 90 ch. Cet appareil vola le 3 juillet 1928 piloté par Renato Donati. La conception de l'avion prévoyait de monter, en série, un moteur en étoile Fiat A.50 (en) de même puissance,.
L'AS.1 fut testé et évalué par la commission spécialement constituée lors des épreuves qui se sont déroulées à partir du mois de février 1929. La commission désigna l'avion Fiat AS.1 supérieur aux modèles concurrents et le Ministère de l'aviation italien attribua à Fiat Aviazione le contrat de fourniture.
´ partir de 1930, l'avion fut l'objet de développements successifs en raison des demandes particulières des clients. Plusieurs versions virent le jour, de l'hydravion jusqu'à la possibilité d'atterrir sur les pentes montagneuses enneigées.
En parallèle, Fiat Aviazione développa deux nouvelles versions entièrement métalliques :
- Fiat AS.2, qui montait un moteur en étoile Fiat A.50S de 100 ch,
- Fiat TR.1, représentait une forte évolution du modèle original, avec une cabine de pilotage fermée en lieu et place de la cabine ouverte double en tandem comme demandé au cahier des charges ayant fait l'objet de la première. Sur cette version le client pouvait aussi opter pour le moteur Fiat A.53 (en) de 110 ch.

## Utilisation opérationnelle - les records
Parmi les nombreux exemplaires de l'avion vendus à des clients privés, certains ont participé à des compétitions sportives internationales et ont obtenu des résultats très satisfaisants comme en août 1929 avec la participation, au Challenge international de tourisme organisé par la Fédération aéronautique internationale où huit appareils Fiat AS.1 ont remporté la course par équipe et en 1930 au « Giro d'Italie » aéronautique.
Une pluie de records mondiaux sera obtenue par cet avion avec un pilote remarquable, Francis Lombardi (en) en 1930 et 1931 : 
- en février 1930, il relie Rome à Mogadiscio en Somalie, une distance de 8 047 km[4] ,
- entre le 13 et le 22 juillet 1930, avec le mécanicien Gino Capannini, il relie Vercelli à Tokyo[4],[7],
- la troisième entreprise se déroula entre le 28 octobre 1930 et le 11 janvier 1931, avec un groupe de trois Fiat AS.2, qui réalisa un tour du continent africain durant lequel les avions ont parcouru 27 600 km[8].

Enfin, le nom du Fiat AS.1 est surtout lié aux records restés dans les annales de l'aviation, notamment au niveau des records d'altitude :
- en janvier 1930, un Fiat AS.1 a battu le record du monde de distance et de durée de vol dans la classe des avions de tourisme : 2 746 km en 29 heures et 4 minutes,
- le 20 février 1930, Renato Donati partant de l'aéroport de Rome-Montecelio, atteignit l'altitude de 6 782 mètres, nouveau record du monde,
- presque trois ans plus tard, Furio Niclot Doglio aux commandes d'un Fiat AS.1, équipé d'un moteur CNA C7 de 160 ch[9] bat deux records : le 28 décembre 1932, avec un Fiat AS.1 en version Idro décolla de l'Idroscalo Lido de Rome, et attegnit l'altitude de 7 363 m[4],[10]. Deux jours plus tard, avec le même appareil mais équipé d'un train d'atterrissage, montera à 9 282 mètres, record du monde imbattu[4],[9].

## Les différentes versions
- AS.1 : première version en production de série, produite à environ 500 exemplaires, avec une structure mixte bois et acier et montait le moteur Fiat A.50 (en) de 90 ch. Les modèles construits après 1930 comportaient une cabine fermée du même type que le TR.1.
  - AS.1 Idro : version hydravion réalisée en 1930, avec des flotteurs en lieu et place du train d'atterrissage,
  - AS.1 Sci : version pour terrains d'atterrissage de montagne enneigés de 1930. Elle était équipée de skis en lieu et place du train d'atterrissage traditionnel,

- AS.2 : version entièrement métallique en duralium et acier. Les dimensions extérieures ne comportait qu'un léger allongement du fuselage de 17 cm. Elle était équipée d'un moteur Fiat A.50S de 100 ch et fut produite à environ 50 exemplaires,

- TR.1 : version avec cabine de pilotage fermée d'où une légère augmentation du poids à vide de 20 kg. Aucune source fiable concernant le nombre d'appareils fabriqués. Seul le registre aérien italien comptabilise 3 exemplaires ont été immatriculés en août 1930.

Les archives officielles du Ministère italien de l'aviation mentionnent un achat de 276 avions modèle AS.1 et 36 modèles AS.2. Les autres exemplaires ont été vendus à des privés et à l'étranger. Selon la tradition du groupe Fiat, aucune information sur le volume des ventes d'équipements militaires à l'étranger ne sont publiées.

## Utilisateurs

### Militaires
- Autriche

Heimwehr Flieger Korps - un exemplaire, A-126,.
- Éthiopie

Imperial Ethiopian Aviation (it) - achat d'un exemplaire en 1929,.
- Italie

Regia Aeronautica
- République espagnole

Fuerzas Aéreas de la República Espanola - 3 exemplaires, de 1936 avant et durant les phases de la Guerre civile espagnole. Un ou plusieurs appareils furent capturés par le forces nationalistes et utilisés sous leurs couleurs.
- État espagnol

Aviación Nacional (en) - 3 exemplaires, immatriculés "30" code attribué aux avions de liaison et d'entrainement, jusqu'à la fin de la Guerre civile espagnole,.
- Espagne

Ejército del Aire - les exemplaires en état restèrent en service dans la nouvelle force aérienne espagnole jusqu'en 1949.